# Sitaris muralis
Sitaris muralis là một loài bọ cánh cứng trong họ Meloidae. Loài này được Förster miêu tả khoa học năm 1771.

## Hình ảnh

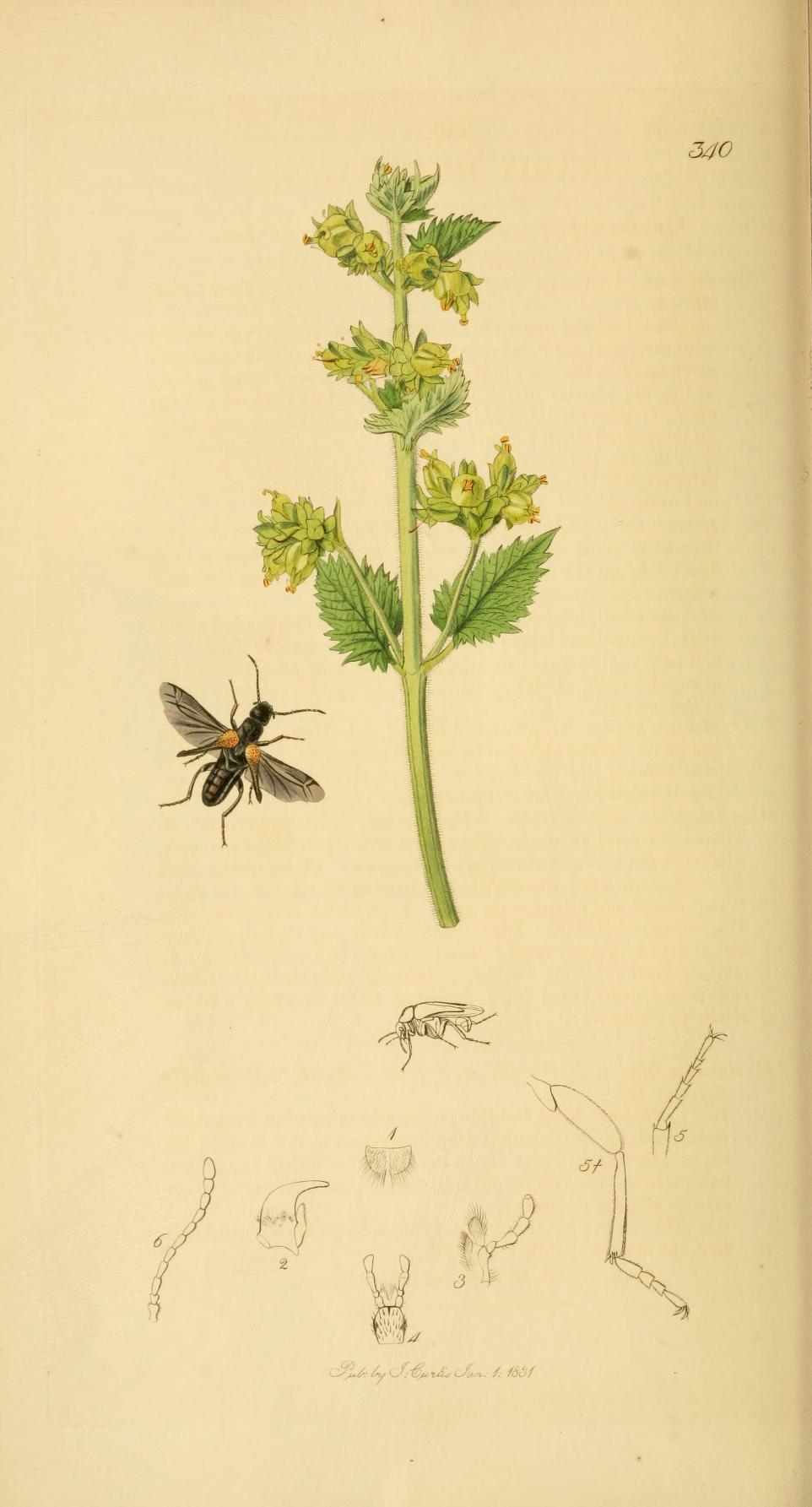